# Arjia Rinpoché
Arjia Rinpoché (Lobsang Tubten Jigme Gyatso) (1950) est un des enseignants et lamas bouddhistes les plus éminents à être partis du Tibet. À l'âge de 2 ans, Arjia Rinpoché a été reconnu par le 10e Panchen Lama comme le 20e Arjia Danpei Gyaltsen, la réincarnation de Lumbum Ghe, le père de Lama Tsong Khapa, le porte-trône et abbé du monastère de Kumbum. Il a été formé par des enseignants de cette lignée, comme le 14e Dalai Lama, le 10e Panchen Lama, et Gyayak Rinpoché—de qu'il a reçu de nombreux enseignements sacrés et instructions de rituels.
Pendant la révolution culturelle au Tibet sous contrôle des Chinois, Arjia Rinpoché a été forcé de quitter son monastère et d'aller dans une école chinoise. Pourtant, secrètement il a continué à pratiquer et étudier avec ses lamas. Par ailleurs, il a été obligé de travailler dans un Camp de travaux forcés pendant 16 ans. À la suite de la révolution culturelle, Rinpoché a repris sa fonction d'Abbé de Kumbum—surveillant les restaurations dans le monastère et rétablissant des études monastiques. En 1998, en raison du climat politique tendu au Tibet, Arjia Rinpoché est parti en exil parce qu'il ne souhaitait pas compromettre ses convictions et ses pratiques spirituelles. Il est allé aux États-Unis où il vit maintenant et a mis en place un Centre bouddhiste pour la Compassion et la Sagesse (TCCW) dans le Mill Valley, Californie, un centre engagé pour la préservation des enseignements bouddhistes, l'art et la culture dans et l'extérieur du Tibet et de la Mongolie. En 2005, il a été nommé Directeur du Centre culturel tibétain (TCC) de Bloomington, Indiana par le 14e Dalaï Lama. Le TTC a été récemment renommé Centre culturel bouddhiste tibéto-mongol (TMBCC). Actuellement[Quand ?], il dirige le TCCW et le TMBCC.
Arjia Rinpoché est le seul haut lama tibétain d'origine mongole. Il excelle dans la connaissance et la compréhension de l'art tibétain, l'architecture et la Langue tibétaine. Il a donné des cours sur l'Art bouddhiste et les Sutra aux États-Unis, Canada, Taïwan, Inde et Guatemala. En 1999, Rinpoché a construit un mandala du Kalachakra en trois dimensions et l'a présenté au Dalaï Lama. Plus tard, le Dalaï Lama a fait don de ce mandala au Smithsonian à Washington, DC.
Le monastère de Kumbum, un des six plus grands monastères de l'école Gelugpa du bouddhisme tibétain, est le lieu de naissance de Lama Tsong Khapa (le fondateur de l'école qui est maintenant dirigée par le Dalai Lama). Le monastère de Kumbum hébergeait autrefois 3 600 moines et révéré par ses quatre Universités bouddhistes renommées pour sa grande érudition : L'institut des Sutra, l'institut des Tantra, l'institut de médecine tibétaine, et l'institut du Kalachakra (Astrologie tibétaine). Dans les années 1980, après que le bouddhisme a commencé à revivre au Tibet et en Chine, Arjia Rinpoché a rétabli la vie monastique et les études traditionnelles à Kumbum.
À travers sa vie, Arjia Rinpoché a reçu les instructions de professeurs spécialisés dans les domaines de la philosophie bouddhiste, les enseignements des Sutra et Tantra, de même que dans l'art bouddhiste et la conception architecturale. Il a été responsable des restaurations du monastère de Kumbum en 1991 et a lancé plusieurs projets dont : un projet de la Croix-Rouge à Kumbum, une aide humanitaire dans l'urgence pour des villages locaux, une clinique pour les villageois tenue par les moines de l'institut médical tibétain et une école pour des enfants de villages locaux.
Arjia Rinpoché est végétarien depuis 1999.
Le 8 mars 2012, Arjia Rinpoché cosigne un appel et une pétition lancés par la poétesse et le poète tibétains Tsering Woeser et Gade Tsering, pour que cesse les auto-immolations des Tibétains,,.

## Publication
- Surviving the Dragon: A Tibetan Lama's Account of 40 Years Under Chinese Rule, Rodale, 2010,  (ISBN 1605291625 et 9781605291628)